# Mercator-Weltkarte von 1538

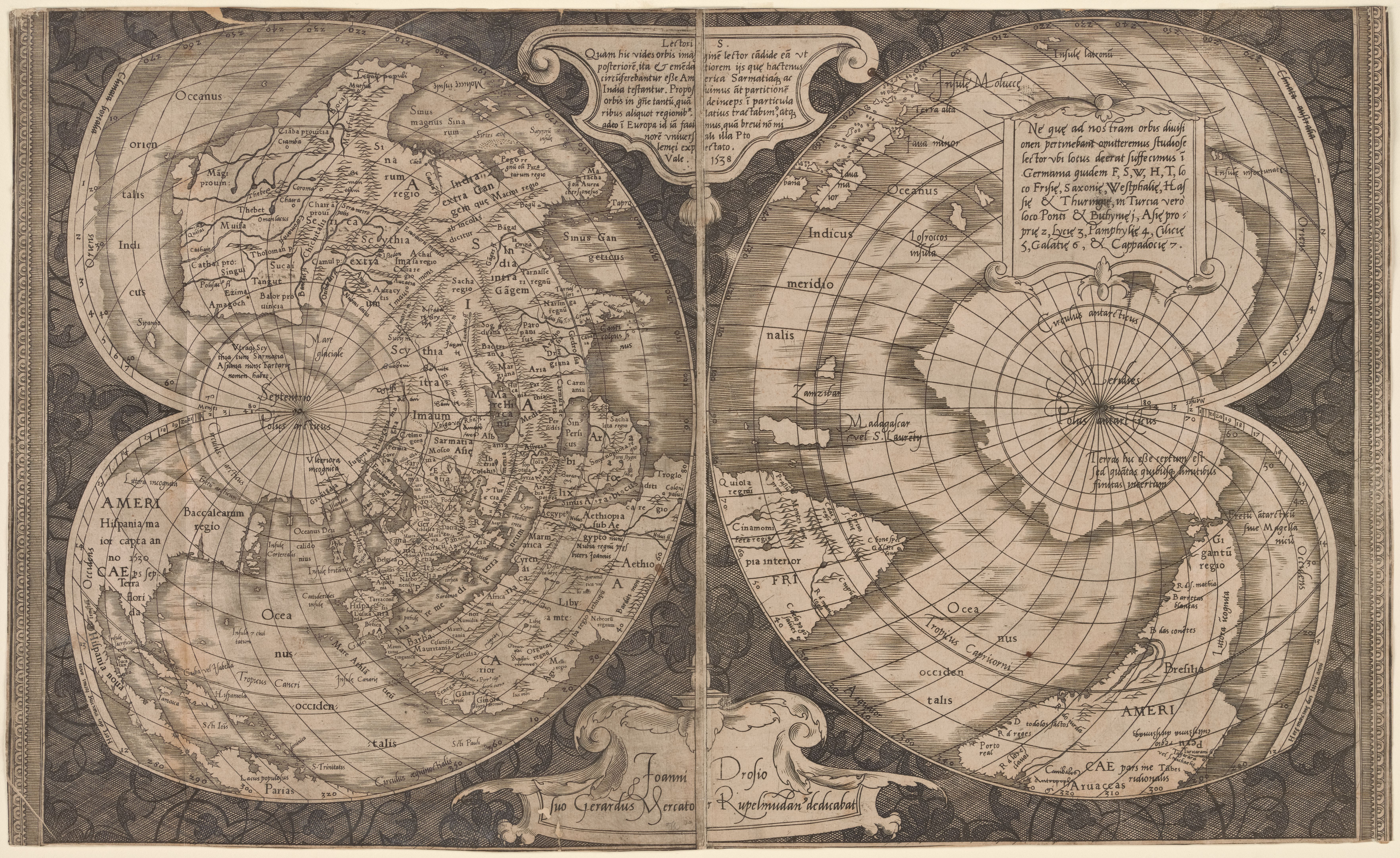
Weltkarte von 1538

Die Mercator-Weltkarte von 1538 (bezeichnet als Orbis imago) gilt als eine der frühesten Werke des Kartografen Gerhard Mercator in seiner Zeit in Löwen. Die Karte wurde in herzförmiger Projektion (ähnlich der Bonneschen Projektion) geschaffen und bezeichnet erstmals Nord- und Südamerika einheitlich als Doppelkontinent Amerika.

## Geschichte
Die Weltkarte von 1538 gilt als zweites, eigenständiges Werk des Kartografen Gerhard Mercator. Nach der 1537 erschienenen Karte des Heiligen Landes erhielt Mercator den Auftrag, die Erde nach den neuesten Kenntnissen der Wissenschaften darzustellen. Dabei sollte auch das Weltbild des Ptolemäus eine Überarbeitung erfahren. Mercator schuf daraufhin den Einblattdruck einer Weltkarte in herzförmiger Projektion, die in Form und Aufbau an die 1531 publizierte Karte des Orontius Finaeus angelehnt war und inhaltlich eine Umzeichnung der Arbeiten seines Lehrmeisters Gemma Frisius darstellte.
Mercator widmete die Karte seinem Studienkollegen Jan Drosius (Droeshout), der auf der Karte als „Joanni Drosio“ vermerkt wurde. Drosius war 1528 zusammen mit dem Kartografen an der Löwener Universität immatrikuliert. 1543/1544 war Drosius in einen Prozess verwickelt, bei dem 43 Personen der Ketzerei bezichtigt wurden. Die Verfolgungen vermeintlich Andersgläubiger in der flandrischen Stadt, veranlasste schließlich auch Gerhard Mercator zu seinem Umzug nach Duisburg.
Die Karte war nur wenig originell, verkaufte sich aber dennoch erfolgreich und langanhaltend. Noch 1567, inzwischen in Duisburg, lieferte Mercator um die 30 Exemplare der Karte an seinen Verleger Plantijn nach Antwerpen. In der Zwischenzeit waren auch Raubdrucke und Nachzeichnungen im Umlauf. So gab der Verleger Antonio de Salamanca im Jahr 1550 in Rom eine weitere Version der Karte heraus. Vom Verleger Antonio Lafreri sind Nachdrucke bis 1602 nachweisbar.

## Beschreibung
Die Weltkarte erschien 1538 als Einblattdruck. Sie wurde in Kupfer gestochen und weist die Maße 54,5 × 35,5 Zentimeter auf. Die Erde wurde darauf in doppelherz-förmiger Projektion dargestellt. Die Hemisphären berühren sich am Äquator, die Meridiane von den gegenüberliegenden Polen schwingen aus. Statt eines Nullmeridians wurden die Kanarischen Inseln genutzt. Die Projektion in Herzform war im 16. Jahrhundert weit verbreitet und wurde unter anderem auch von Abraham Ortelius genutzt.
Eine Kartusche im oberen Zwischenraum der beiden Erdhälften weist darauf hin, dass hier eine wesentlich genauere Karte geschaffen wurde, als die, die bisher im Umlauf seien. Deutlich wird jedoch, dass Mercator vor allem auf den Globus des Gemma Frisius zurückgegriffen hat. So entstammen die meisten topographischen Bezeichnungen von diesem Werk. So waren auf der Karte nicht die Entdeckungen des Jacques Cartier von 1534 verzeichnet. Dieser hatte Gebiete für Frankreich im heutigen Neufundland in Besitz genommen.

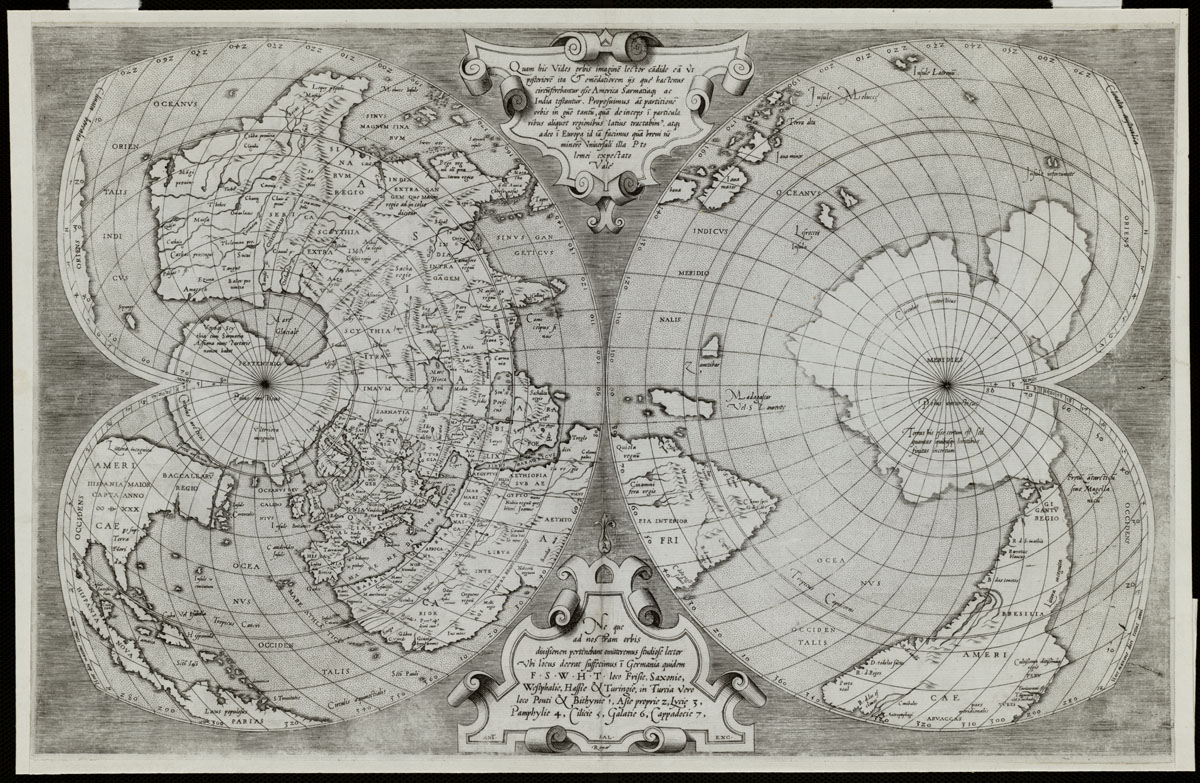
Nachdruck der Mercator-Karte durch Antonio Salamanca und Antonio Lafreri um 1550

Erstmals wendete Mercator auf seiner Karte die Bezeichnung „America“ für den gesamten Doppelkontinent an. Außerdem wurde die Landmasse nun als eigenständig angesehen und deshalb von Asien abgetrennt gestochen. Hier werden auch neueste topographische Kenntnisse der Europäer verarbeitet: Man findet die 1524 von Giovanni da Verrazzano entdeckte Mündung des Hudson River ebenso, wie den Rio de la Plata in Südamerika.
Daneben wurde auch eine Nordwestpassage auf der Karte eingetragen. Als „Fretu[m] arcticum“ bezeichnet liegt sie zwischen dem „Septentrio polum arcticus“ (lat. Nordpol), der „Vlteriora incognita Groe[n]la[n]dia“ (lat. unbekannte Gebiete in Grönland) und dem „Baccalearum regio“ (heutiges Neufundland). Mercator zeichnete außerdem die Insel „Insula Corterealis“ ein, die Neufundland vorgelagert war und nach dem mutmaßlichen Erstbeschreiber dieser Region im 15. Jahrhundert, João Vaz Corte-Real, benannt wurde.
Bei der Darstellung Afrikas griff der Kartograf weitgehend auf die antiken Autoritäten, allen voran Ptolemäus zurück. Der Nil entspringt bei den Mondbergen, diese werden als Maulwurfshügel dargestellt. Daneben legte Mercator auch die Reiseberichte portugiesischer Seefahrer zugrunde. Auf der Karte gelang es so mit dem Kongofluss ein erstes, realistisches Bild der Hydrografie Afrikas zu zeichnen.
Der Süden wird auf der Mercator-Karte von einem großen Südkontinent eingenommen. Mercator schrieb auf die Landmasse: „Terras hic esse certum est, sed qua[n]tas quibusq[ue] limitibus finitas incertum“ (lat. Es ist sicher, dass hier Länder waren, aber wie viele und mit welchen Grenzen sie umschlossen waren, ist unsicher). Mit dem Südkontinent sollte die Erde im Gleichgewicht gehalten werden. Mercator griff mit der Einzeichnung dieses fiktiven Kontinents einerseits auf antike Autoren zurück, andererseits tauchte er auch auf Arbeiten von Johannes Schöner und Orontius Finaeus auf.

## Exemplare
Von der Weltkarte von 1538 haben sich nur noch zwei Exemplare erhalten. Grund hierfür ist wohl die geringe Größe des Kartenwerkes. Daneben spielt wohl auch eine Rolle, dass das Werk wenig originell lediglich die Ideen anderer Kartenmacher der Zeit verarbeitete.
- New York City, New York Public Library
- Milwaukee, University of Wisconsin–Milwaukee: Sammlung der American Geographical Society